# Omega Centauri
Omega Centauri, ω Cen o NGC 5139 es un cúmulo globular situado en la constelación de Centaurus, identificado como objeto nebuloso por primera vez por Edmond Halley en 1677. Es el más grande y brillante de los cúmulos globulares que orbita a través de nuestra galaxia, la Vía Láctea, siendo su masa de 4 millones de masas solares. También es el segundo cúmulo globular más masivo del grupo local de galaxias, solo Mayall II es más masivo, y uno de los pocos (y el más brillante) que pueden ser observados a simple vista desde la Tierra. Está a unos 17 000 años luz (5 212.22 pc) de la Tierra y contiene varios millones de estrellas de Población II. Las estrellas de su centro están tan próximas entre sí que se cree que se encuentran a tan solo 0,1 años luz las unas de las otras. Su edad estimada es de cerca de 12 000 millones de años y contiene alrededor de 10 millones de estrellas.
A pesar de no ser realmente una estrella de la constelación del Centauro, recibió la letra griega ω en la denominación de Bayer como si lo fuera. Una característica que lo distingue de los demás cúmulos globulares de nuestra galaxia es que contiene estrellas de distintas generaciones, motivo por el cual se especula que Omega Centauri puede ser el remanente del núcleo de una galaxia enana que fue satélite de nuestra Vía Láctea. Esta galaxia tendría un tamaño cientos de veces superior al actual de Omega Centauri y fue disgregada y absorbida por nuestra galaxia. La química y la dinámica de Omega Centauri son consistentes con esta hipótesis.
Al igual que Mayall II, Omega Centauri presenta un rango de metalicidades y de edades estelares que llevan a pensar que no se formó de una sola vez (al contrario de lo que es normal en la mayoría de los cúmulos globulares).
Cuando se observa a simple vista en un sitio muy oscuro se puede ver del tamaño de la Luna llena en el hemisferio sur; es circumpolar desde la latitud 43° sur y por lo tanto solo se eleva sobre el horizonte en el hemisferio norte hasta la latitud 43° norte (latitud de Toronto).

## Historia de observaciones
En 150 d. C., Ptolomeo catalogó este objeto estelar en su Almagesto como «una estrella en el lomo del caballo» (Quae est in principio scapulae). En 1603, Johann Bayer, en su Uranometria, utilizó los datos de Ptolomeo para denominarla Omega Centauri. En 1677, Edmond Halley lo catalogó como objeto no-estelar en las observaciones que el astrónomo inglés realizó desde la isla de Santa Helena. Posteriormente, en 1715, Halley dijo de él que era una de las seis manchas o puntos luminosos en Philosophical Transactions of the Royal Society.
En 1746, J.P. de Cheseaux la incluyó en su lista de 21 nebulosas. En 1755, Nicolas-Louis de Lacaille le dio el número de catálogo L I.5. En 1826, James Dunlop lo reconoció como cúmulo globular y lo describió como un «bello globo estelar cuyas estrellas se concentraban de forma moderada y muy gradual hacia el centro». como hizo el astrónomo francés Lacaille en 1755, de ahí que el número de catálogo se designe L I.5 . Fue reconocido por primera vez como cúmulo globular por el astrónomo escocés James Dunlop en 1826, quien lo describió como un «hermoso globo de estrellas muy gradual y moderadamente comprimido hacia el centro».

## Propiedades
A una distancia aproximada de 17090 años luz (5,240 parsecs) de la Tierra, Omega Centauri es uno de los pocos cúmulos globulares visibles a simple vista, y parece casi tan grande como la Luna llena cuando se ve desde una zona rural oscura. Es el más brillante, el más grande y, con 4 millones de masa solares, el cúmulo globular más masivo conocido asociado a la Vía Láctea. De todos los cúmulos globulares del Grupo Local de galaxias, sólo Mayall II en la galaxia de Andrómeda es más brillante y masivo. Orbitando a través de la Vía Láctea, Omega Centauri contiene varios millones de estrellas de Población II  y tiene unos 12 000 millones de años.
Las estrellas del núcleo de Omega Centauri están tan amontonadas que se calcula que se encuentran a una distancia media de sólo 0,1 años luz unas de otras. La dinámica interna se ha analizado utilizando mediciones de las  velocidades radiales de 469 estrellas. Los miembros de este cúmulo orbitan alrededor del centro de masa con una dispersión de velocidad máxima de 7,9 km s-1. La distribución de masa inferida a partir de la cinemática está ligeramente más extendida que la distribución de luminosidad, aunque no es fuertemente inconsistente con ella.

## Evidencia de agujero negro central
Un estudio de 2008 presentó evidencia de un agujero negro de masa intermedia en el centro de Omega Centauri, basado en observaciones realizadas por el Telescopio Espacial Hubble y el Observatorio Gemini en Cerro Pachón en Chile. La cámara avanzada para muestreos del Hubble mostró que las estrellas se agrupan cerca del centro de Omega Centauri, como lo demuestra el aumento gradual de la luz estelar cerca del centro. Usando instrumentos en el Observatorio Gemini para medir la velocidad de las estrellas que se arremolinan en el núcleo del cúmulo, E. Noyola y sus colegas encontraron que las estrellas más cercanas al núcleo se mueven más rápido que las estrellas más lejanas. Esta medida se interpretó en el sentido de que la materia invisible en el núcleo está interactuando gravitacionalmente con las estrellas cercanas. Al comparar estos resultados con modelos estándar, los astrónomos concluyeron que la causa más probable era la atracción gravitacional de un objeto denso y masivo como un agujero negro. Calcularon la masa del objeto en 40.000 masas solares.
Sin embargo, un trabajo más reciente ha desafiado estas conclusiones, en particular, disputando la ubicación propuesta del centro del cúmulo. Los cálculos que utilizaron una ubicación revisada para el centro encontraron que la velocidad de las estrellas del núcleo no varía con la distancia, como se esperaría si estuviera presente un agujero negro de masa intermedia. Los mismos estudios también encontraron que la luz de las estrellas no aumenta hacia el centro, sino que permanece relativamente constante. Los autores señalaron que sus resultados no descartan por completo el agujero negro propuesto por Noyola y sus colegas, pero no lo confirman, y limitan su masa máxima a 12.000 masas solares.

## Galaxia enana perturbada
Se ha especulado que Omega Centauri es el núcleo de una galaxia enana que fue perturbada y absorbida por la Vía Láctea. De hecho, se cree que la estrella de Kapteyn, que actualmente se encuentra a sólo 13 años luz de la Tierra, tiene su origen en Omega Centauri. La química y el movimiento de Omega Centauri en la Vía Láctea también son coherentes con esta imagen. Al igual que Mayall II, Omega Centauri tiene un rango de metalicidades y edades estelares que sugiere que no se formó todo a la vez (como se cree que se forman los cúmulos globulares) y que, de hecho, puede ser el resto del núcleo de una galaxia más pequeña incorporada hace tiempo a la Vía Láctea.

## En la ficción
La novela de 2012 Singularity, de Ian Douglas, presenta como un hecho que Omega Centauri y estrella de Kapteyn se originan en una galaxia enana perturbada, y este origen es central en la trama de la novela. A medida que avanza la historia, se discuten varios aspectos científicos de Omega Centauri, como el probable entorno de radiación dentro del cúmulo y el aspecto que podría tener el cielo desde el interior del cúmulo.
Este cúmulo aparece en la serie de ciencia ficción alemana Perry Rhodan, y un ciclo de la serie derivada Atlan, está ambientado en Omega Centauri.